# Ramazan Şahin
Ramazan Şahin (ur. 8 lipca 1983 w Machaczkale, Dagestan) – turecki zapaśnik w stylu wolnym, mistrz olimpijski, mistrz świata, mistrz Europy.
Urodził się w Dagestanie, jednak w 2005 roku wyemigrował do Turcji za namową wujka İshaka İrbayhanova, który objął posadę menedżera reprezentacji tego kraju w zapasach.
Największym jego sukcesem jest złoty medal igrzysk olimpijskich w Pekinie w kategorii do 66 kg. W Londynie 2012 zajął piąte miejsce w wadze 66 kg. W 2007 roku w Baku okazał się najlepszy w mistrzostwach świata, a rok później w Tampere wygrał mistrzostwo Europy w swojej kategorii wagowej. Brązowy medalista akademickich MŚ w 2008. Ósmy w Pucharze Świata w 2007 roku.
Startuje również w stylu klasycznym, lecz bez większych sukcesów.